# Beatrice Dominguez
Beatrice Dominguez (California, 6 de septiembre de 1897-Los Ángeles, California, 27 de febrero de 1921), conocida como la Bella Sevilla, fue una actriz y bailarina estadounidense. Como artista, estuvo activa en Hollywood durante el cine mudo.

## Biografía y carrera
Beatrice Dominguez nació el 6 de septiembre de 1897 en California, Estados Unidos, siendo hija de los mexicanos Pirso Dominguez y Petra Valencia. En su adolescencia, se convirtió en una artista de Los Ángeles. Aclamada por su trabajo como bailarina, pronto obtuvo papeles en una amplia gama de películas de Hollywood, incluida una memorable escena de tango con Rodolfo Valentino en Los cuatro jinetes del Apocalipsis (1921).

### Muerte
Mientras filmaba la película The White Horseman en 1921, sufrió una ruptura del apéndice y fue trasladada de urgencia al Hospital Clara Barton. Dos operaciones no pudieron salvarla y falleció en Los Ángeles, California, a los 23 años de edad, a causa de una obstrucción intestinal. El papel que realizaba en la cinta The White Horseman fue completado con la ayuda de una suplente que tenía aproximadamente la misma altura que Dominguez.

## Filmografía selecta
- The White Horseman (1921)
- The Four Horsemen of the Apocalypse (1921)
- The Fire Cat (1921)
- Under Crimson Skies (1920)
- The Moon Riders (1920)
- Hair Trigger Stuff (1920)
- The Wild Westerner (1919)
- The Sundown Trail (1919)
- The Light of Victory (1919)
- The Sea Gull (1914)
- The Masked Dancer (1914)